# 探偵 神宮寺三郎 GHOST OF THE DUSK
『探偵 神宮寺三郎 GHOST OF THE DUSK』（たんてい じんぐうじさぶろう ゴースト・オブ・ザ・ダスク）は、アークシステムワークスより2017年8月31日に発売されたアドベンチャーゲーム。探偵 神宮寺三郎シリーズの17作目にあたり、シリーズの30周年記念作品でもある。アメリカ・ヨーロッパでは2018年9月28日に発売。
本編とは別に、携帯アプリとして配信された『鬼姫伝』『愛ゆえに』『勿忘草の想い』『揺らめくひととせ』のリメイク版、および『謎の事件簿3DS出張版 学園祭密室事件』も収録された。初回封入特典として『横浜港連続殺人事件』のグラフィックリニューアル版を入手可能。

## あらすじ

### GHOST OF THE DUSK
謎の屋敷でホームレスの男性が死亡する事件が発生する。
神宮寺が旧友の協力を得て真犯人を突き止めた後、屋敷の主・矢上からある事件の解決を依頼される。

### 学園祭密室事件
神宮寺は洋子と2人でM大学の文化祭に来るも、彼女が文化祭の開催日よりも一日早く来すぎたことが判明し、引き上げようとする。
そこへ、校舎の方から救急車のサイレンがしたため、二人が駆け付けると、学園祭実行委員会の企画局長である木内が窒息していたことを知る。
委員会は密室だったことから、二人は事件解決に乗り出す。

## 開発
本作の企画・開発はアークシステムワークスが担当する。
最初、アークシステムワークスはシリーズ無体財産権を保有するエクスプライズから版権を借りて企画を進めていた。その後、2017年2月にアークシステムワークスへ無体財産権が譲渡されたのに伴い、アークシステムワークスを主導とする開発体制に移行した。
本作は原点回帰をコンセプトとしており、過去作のスタッフを起用したり、過去作との整合性をとるなど、シリーズのファンから違和感を抱かれないようにするための工夫が施された。
シナリオを手掛けた金子光恵は、「過去作は一通りプレイしたが、一言だけ出てくるような設定などもあるため、記憶違いが怖かった。なるべく再プレイするなどし、自分が怪しいと感じたところは確認した」とファミ通とのインタビューの中で話している。
また、金子は特に苦労した点として、「本作のストーリーには30年前に発生した事件も組み込まれており、神宮寺がその時まだ赤ん坊だったという発言をしてしまうと、新宿中央公園の事件を解決したという事実がなくなってしまうため、そこを溶け込ませることに苦労した」と述べている。
原点回帰の一環として、渋い男性キャラクターを多く登場させているが、物語の進行やバランスをふまえ、一人だけ若い男性キャラクターを登場させている。

### 音楽
本作のサウンド面を手掛ける濱田誠一は、プロットを読んでロシア語の女性ボーカルがオープニングにふさわしいと感じ、日本在住のウクライナ人歌手カテリーナが起用された。また、ストーリーや音楽のつながりを持たせるために、ライトモチーフが用いられた。

## 登場人物
神宮寺 三郎（じんぐうじ さぶろう）
声 - 小杉十郎太
御苑 洋子（みその ようこ）
声 - 能登麻美子
熊野 参造（くまの さんぞう）
声 - 立木文彦
さとみ
声 - 小原好美
歌舞伎町のホステス。気が強い一方、抱え込みやすい性格をしている。
田中弘（たなか ひろし）
声 - 飯島肇
笑顔の絶えない人物。
加賀大吾（かが だいご）
声 - 山下誠一郎
公安の警部補。
謎の男性
声 - 中田譲治
矢上
ホームレス死亡事件の発生した屋敷の所有者。